# Zbor narodne garde
Zbor narodne garde bila je hrvatska vojna formacija pod zapovjedništvom hrvatskog ministarstva obrane koja je djelovala između svibnja i listopada 1991. godine kao de facto vojska Republike Hrvatske. Neposredna je preteča Oružanih snaga Republike Hrvatske. Njegove pripadnike kolokvijalno se je zvalo "Zenge". Na datum njegove smotre na zagrebačkom Stadionu Kranjčevićeva 28. svibanj 1991. obilježava se kao Dan Oružanih snaga Republike Hrvatske i Dan Hrvatske kopnene vojske.
Postrojbe ZNG su imale odlučnu ulogu u Bitci za vojarne u rujnu 1991. god., u kojoj su osvojene značajne količine teškog naoružanja i streljiva, koje će omogućiti formiranje Hrvatske vojske - sukladno novom Zakonu o obrani objavljenog u "Narodnim novinama" 49/2021 od 20. rujna 1991. god. Postrojbe ZNG će postati dijelom HV, kao njegova okosnica.

## Povjesnica
Osnovan je Odlukom o ustrojstvu Zbora narodne garde, koju je Predsjednik Franjo Tuđman donio je 20. travnja 1991. Zbog zakonskih i političkih razloga te su snage bile formalno ustrojene u okviru Ministarstva unutarnjih poslova, jer je Hrvatska tada formalnopravno još bila u sastavu SFRJ. Jedinicama Zbora narodne garde zapovijedalo je Ministarstvo obrane. Zbor narodne garde se ustrojio kao odgovor na razoružavanje Teritorijalne obrane u Hrvatskoj kao i zbog nemogućnosti nove Hrvatske države da osigura teritorijalni integritet i funkcioniranje pravne države na svom cjelokupnom državnom području.
 U to vrijeme je sigurnosno stanje bilo već vrlo složeno: još od kolovoza 1990. godine su u područjima naseljenih Srbima uspostavljene nezakonite kontrole i blokade po cestama i uspostavljen je svojevrsni paralelni sustav vlasti - tzv. Balvan revolucija. Od 1. do 3. ožujka 1991. došlo je do prvog ozbiljnijeg sukoba u Pakracu između hrvatske policije i srpskih pobunjenika; 31. ožujka 1991. god. se zbio tzv. Krvavi Uskrso na Plitvicama 31. ožujka 1991., u kojem je ubijen policajac Josip Jović, prvi poginuli hrvatski branitelj Domovinskog rata.
Formalne zadaće ZNG-a bile su zaštita državne granice Republike Hrvatske te zaštita nepovredivosti državnog područja, zaštita od narušavanja javnog reda i mira u većem opsegu, zaštita od terorističkog i drugog nasilnog djelovanja odnosno oružane pobune, zaštita zračnih luka i zračnog prometa, zaštita obale i mora, pružanje pomoći radi otklanjanja posljedica u slučaju opće opasnosti prouzročene elementarnim nepogodama i drugih nesreća, zaštitu određenih osoba, objekata i prostora, te druge poslove utvrđene zakonom. ZNG je zamišljen je kao pričuvni i djelatni. Prema prvim planovima trebao je imati Zapovjedništvo, četiri djelatne brigade, 16 pričuvnih brigada i devet pričuvnih samostalnih bataljuna ZNG. Ukupno je u pričuvnom dijelu trebao imati 38.726 ljudi. Ustroj pričuvnog sastava napravljen je na temelju brojnog stanja pričuvne policije.
Prve brigade ZNG-a predstavljene su hrvatskoj javnosti na svečanoj smotri 28. svibnja 1991. uz mimohod, dodjelu zastava brigadama i polaganjem prisege na stadionu NK Zagreb u Kranjčevićevoj ulici. prve četiri brigade: 1. i 2. bazirane u Zagrebu, 3. s bazom u Osijeku i 4. s bazom u Splitu; bilo je pred državnim vodstvom na stadionu postrojeno oko 800 gardista u odorama i pod oružjem. Premda je tada ZNG imao u svojem sastavu oko 10 tisuća pripadnika (još odranije je bilo organizirano 30.000 ljudi organiziranih u samostalne bojne i satnije, kojima nisu bile dodijeljene odore, ali je za njih bilo osigurano oružje) koji su imali ugovore o službi analogne onome koje su imali pripadnici policije, zbog potreba da se diljem Hrvatske ostave postrojbe na mjestima gdje su bile raspoređene u tada već vrlo složenoj sigurnosnoj situaciji, za paradu u Kranjčevićevoj je u Zagrebu pozvan stanoviti broj rezervista koji su nakon postrojavanja otpušteni kućama. Inače je po Zagrebu bilo u vrijeme parade raspoređeno oko 700 aktivnih gardista, radi osiguravanja grada i same parade. Danas se taj dan slavi kao Dan Oružanih snaga Republike Hrvatske i Dan Hrvatske kopnene vojske.
Snage koje su u ljeto 1991. godine ušle u borbu bile su malobrojne, slabo naoružane i loše opremljene, a iz političkih i drugih razloga nisu bile vojnički organizirane u jedinstveni sustav vođenja i zapovijedanja, premda je 30. srpnja 1991. godine formirano Zapovjedništvo ZNG s umirovljenim generalom Martinom Špegeljem na čelu. Krajem srpnja i početkom kolovoza 1991. osnovana su zapovjedništva za istočnu Slavoniju, za banijsko-kordunsko područje, za ličko područje, za srednju i sjevernu Dalmaciju i za južnu Dalmaciju što je bio pokušaj da se Zapovjedništvo ZNG RH rastereti izravnog zapovijedanja svim postrojbama. U kolovozu je osnovano i Zapovjedništvo Zagrebačkog korpusa ZNG. Zapovjedno-borbene ovlasti imali su i krizni štabovi koji su osnivani na svim razinama upravne strukture, od općine do Republike.
Do 12. kolovoza - u vremenu neposredno nakon nakon Desetdnevnog rata u Sloveniji 27. lipnja - 6. srpnja 1991. god. kojim je započeo raspad Jugoslavije - su ustrojene četiri brigade, a tim predstavljanjem ZNG-a zaokruženo je ustrojstvo obrambenog sustava Republike Hrvatske. Hrvatske oružane snage su tada imale oko 60 000 pripadnika, od toga 30 000 pripadnika u sastavu policije.
Temeljem Zakona o obrani donesenog u rujnu 1991., oružane snage organiziraju se u jedinstvenu Hrvatsku vojsku (HV), a 21. rujna 1991. godine uspostavlja Glavni stožer (GSHV), s načelnikom generalom Antonom Tusom. U HV-u je kao poseban dio
zadržan Zbor narodne garde kao profesionalan sastav. Posljednji dio oružanih snaga bilo je Domobranstvo. Pričuvni sastav ZNG i Teritorijalne obrane preveden je u pričuvni
sastav u HV-u. Dana 3. studenoga 1991. jedinice ZNG-a su formalno preimenovane u Hrvatsku vojsku.
ZNG je u svom sastavu imao jednu posebnu postrojbu, Satniju hrvatskih umjetnika, koju su činili hrvatski umjetnici koji su izrazili želju da se kao dragovoljci bore za Hrvatsku.

## Brigade
Brigade su bile podjeljene u 6 operativnih zona: Zagreb, Split, Rijeka, Osijek, Karlovac i Bjelovar. Neke od tih brigada bile su tipa <A> tj. aktivne i tipa <R> tj. pričuvne prema sustavu iz TO Hrvatske
<A> (gardijske) brigade
- 1. brigada "Tigrovi" Zagreb
- 2. brigada "Gromovi" Zagreb
- 3. brigada "Kune" Osijek
- 4. brigada "Pauci" Split
- 5. brigada "Sokolovi" Vinkovci
- 6. brigada "Vukovi" Gospić
- 7. brigada "Pume" Varaždin

<R> brigade
- 99. brigada Peščenica - Zargeb
- 100. brigada Centar - Zagreb
- 101. brigada Susedgrad - Zagreb
- 102. brigada Novi Zagreb - Zagreb
- 103. brigada Zabok
- 104. brigada Varaždin
- 105. brigada Bjelovar
- 106. brigada Osijek
- 107. brigada Valpovo
- 108. brigada Slavonski Brod
- 109. brigada Vinkovci
- 110. brigada Karlovac
- 111. brigada Rijeka
- 112. brigada Zadar
- 113. brigada Šibenik
- 114. brigada Split
- 115. brigada Imotski
- 116. brigada Ploče
- 117. brigada Koprivnica
- 118. brigada Gospić
- 119. brigada Pula
- 120. brigada Sisak
- 121. brigada Nova Gradiška
- 122. brigada Đakovo
- 123. brigada Požega
- 124. brigada Vukovar
- 125. brigada Novska
- 126. brigada Sinj
- 127. brigada Virovitica
- 128. brigada Rijeka
- 129. brigada Karlovac
- 130. brigada Osijek
- 131. brigada Županja
- 132. brigada Našice
- 133. brigada Otočac
- 134. brigada Biograd na Moru
- 135. brigada Osijek
- 136. brigada Podravska Slatina
- 137. brigada Duga Resa
- 138. brigada Delnice
- 139. brigada Slavonski Brod
- 140. brigada Jastrebarsko
- 141. brigada Split
- 142. brigada Drniš
- 143. brigada Ogulin
- 144. brigada Sesvete - Zagreb
- 145. brigada Dubrava - Zagreb
- 146. brigada Maksimir - Zagreb
- 147. brigada Medvešćak - Zagreb
- 148. brigada Trnje - Zagreb
- 149. brigada Trešnjevka - Zagreb
- 150. brigada Črnomerec - Zagreb
- 151. brigada Samobor
- 152. brigada Zaprešić
- 153. brigada Velika Gorica - Zagreb
- 154. brigada Pazin
- 155. brigada Crikvenica
- 156. brigada Makarska
- 157. brigada Slavonski Brod
- 158. brigada Split
- 159. brigada Zadar
- 160. brigada Osijek
- 161. brigada Sisak
- 162. brigada Petrinja
- 163. brigada Dubrovnik
- 164. brigada Starigrad
- 165. brigada Sunja

## Vanjske poveznice
|  | Zajednički poslužitelj ima još gradiva o temi Zbor narodne garde |